# Steven Adler
Steven Adler, nato Michael Coletti, conosciuto anche come Steven "Pop-corn" Adler (Cleveland, 22 gennaio 1965), è un batterista statunitense.
Fu il primo vero batterista dei Guns N' Roses a sostituzione del primissimo batterista Rob Gardner. Egli fu chiamato dal suo amico d'infanzia Slash, e suonò nell'EP Live ?!*@ Like a Suicide (1986) e negli album Appetite for Destruction (1987) e G N' R Lies (1988).

## Biografia
Adler fece parte della band Road Crew formata nel 1983, vi facevano parte anche Slash e Duff McKagan. McKagan poi venne arruolato dai neonati Guns N' Roses. I Guns poco dopo il loro esordio, vennero abbandonati dal batterista e chitarrista, e McKagan chiamò i suoi vecchi compagni con cui suonava dei Road Crew, Steven Adler e Slash, che entrarono anch'essi nei Guns poco tempo dopo e il progetto Road Crew ebbe fine.
I Guns N' Roses ebbero un successo mondiale, ma molti dei loro membri ebbero problemi con la droga. Al contrario degli altri membri del gruppo, Steven però non si disintossicò dall'eroina e iniziò ad avere contrasti, soprattutto con Axl Rose, che fra le altre cose, lo accusò di aver mandato in overdose la sua ragazza.
Nel 1990, la band iniziò la registrazione di Use Your Illusion, ma Steven non riusciva a suonare a causa della cura contro la dipendenza da eroina: l'unico brano che risulta essere stato suonato da lui fu Civil War e la leggenda narra che dovette provare ben 81 volte prima di riuscire a suonare e registrare la suddetta canzone. Steven disse che si era trattato di "solo" 20 o 30 volte.
Il gruppo quindi lo cacciò e lo sostituì con l'ex batterista dei The Cult, Matt Sorum.
Dopo il suo allontanamento, fece causa agli ex compagni ottenendo un risarcimento di due milioni di dollari, ma passò ancora molti anni a lottare contro la dipendenza e la depressione.
Nel 1991, Adler riformò una nuova versione dei Road Crew senza Slash e McKagan. Nel ruolo di cantante era Davy Vain, frontman dei Vain ed il chitarrista Shawn Rorie. La band non durò molto a causa dei problemi di Adler con la droga, ma una parte del materiale dei nuovi Road Crew verrà poi ripreso dai Vain, che si riunirono nel 1993.
Nel 2003 Adler fonda gli Adler's Appetite, con cui suona principalmente canzoni dei Guns N' Roses. Nonostante il ritorno in tour di Adler, a causa di contrasti interni il gruppo ha già subito vari cambi di formazione; nelle date italiane del suo tour europeo del 2006, la band era tutta formata da musicisti italiani..
Il gruppo pubblicò l'EP omonimo Adler's Appetite nel 2005.
Steven ha partecipato nell'album Slash dell'omonimo chitarrista (Velvet Revolver) disponibile nel febbraio 2010.
Nel 2012 forma la band ADLER con la quale incide l'album Back From The Dead, pubblicato in novembre, dove sono presenti come ospiti Slash e John 5 dal quale è stato estratto il singolo The One That You Hated. Sempre nello stesso anno pubblica la sua autobiografia My Appetite For Destruction.
Sebastian Bach ha dichiarato che il testo di Wasted Time, brano degli Skid Row contenuto in Slave to the Grind, gli è stato ispirato dagli eccessi dello stesso Steven Adler.
Steven Adler non ha una formazione originale rock, bensì jazz.

## Equipaggiamento
Attualmente Steven utilizza batterie Rockett Drum Works (un'azienda fondata dal batterista dei Poison Rikki Rockett) e piatti Soultone.

## Discografia

### Con i Guns N' Roses

#### Album in studio
- 1987 - Appetite for Destruction
- 1988 - G N' R Lies
- 1991 - Use Your Illusion II (batteria in Civil War)

#### Raccolte
- 2004 -  Greatest Hits

#### Live
- 1999 - Live Era 87-93

#### EP
- 1986 - Live ?!*@ Like a Suicide
- 1987 - Live From the Jungle

### Con Davy Vain
- 1995 - Fade (batteria in Cindy, Breackdown e Can't get back)

### Con gli Adler's Appetite
- 2005 - Adler's Appetite
- 2012 - Alive

### Con Adler Z'nuff
- 2010 - Adler Z'nuff

### Con Slash
- 2010 - Slash - Slash

### Con Adler
- 2012 - ADLER - Back From The Dead